# الصراطح (الطويلة)

تعديل مصدري - تعديل

الصراطح هي إحدى قرى عزلة بني سري بمديرية الطويلة التابعة لمحافظة المحويت، بلغ تعداد سكانها 55 نسمة حسب تعداد اليمن لعام 2004.